# 李可琳
李可琳，號輝珊，廣東惠州府歸善縣三多祝上圍村（今惠東縣多祝鎮上圍村）人。清朝政治人物，賜同進士出身。

## 生平
道光三十年庚戌科（1850年）三甲廿一名進士，官至兵部主事，加員外郎銜。